# Бьелланд, Кэт
Кэтрин Линн Бьелланд (род. 9 декабря 1963, Сейлем; англ. Katherine Lynne Bjelland) — американская певица, автор песен, музыкант и гитарист. Получила известность после того как стала певицей, гитаристкой и автором песен в альтернативной рок-группе Babes in Toyland, которую она сформировала в Миннеаполисе, штат Миннесота, в 1987 году. Она отличается необычным вокальным стилем, который попеременно состоит из пронзительных криков и шепота.
Кэт Бьелланд родилась в Сейлем, штат Орегон, и выросла в соседнем Вудберне. В подростковом возрасте у своего дяди научилась играть на гитаре, а затем выступала в его группе уже вскоре после окончания средней школы. Бросив учёбу в Университете Орегона в возрасте девятнадцати лет, Кэт Бьелланд переехала в Портленд, где стала выступать на городской панк-рок сцене. Там она подружилась с Кортни Лав и сформировала группу Pagan Babies.
После распада Pagan Babies в 1985 году Кэт Бьелланд переехала в Миннеаполис, где вместе с барабанщицей Лори Барберо сформировала группу Babes in Toyland. Дебютный альбом Spanking Machine, был выпущен в 1990 году, после чего они гастролировали по Европе с Sonic Youth. Затем последовал их второй альбом Fontanelle (1992). Группа выпустила свой третий студийный альбом Nemesisters в 1995 году. В середине-конце 1990-х годов Кэт Бьелланд сотрудничала в других музыкальных проектах, включая участие в качестве басиста в группе Crunt со своим тогдашним мужем, австралийским музыкантом Стюартом Греем.
Babes in Toyland официально распались в 2001 году, и Кэт Бьелланд начала работать с группой Katastrophy Wife, с которой она выпустила альбомы Amusia (2001) и All Kneel (2004). Она оставалась вне поля зрения общественности в течение нескольких лет, прежде чем публично раскрыть в 2007 году, что ей поставили диагноз шизоаффективное расстройство. В 2015 году она вернулась в Babes in Toyland и впервые за более чем десятилетие начала гастролировать по всему миру.

## Биография

### Ранние годы (1963—1981)

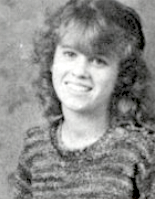
Кэт Бьелланд, 1981 год

Кэтрин Линн Бьелланд родилась 9 декабря 1963 года в Салеме, штат Орегон в семье Линн Ирен (урожденной Хиггинботэм) и Лайлу Бьелланда. У неё английские и немецкие корни. Она выросла в Вудберне — небольшом городке к северу от Салема.
Бьелланд заинтересовался музыкой в раннем детстве и начала слушать рок-н-ролльные записи. В подростковом возрасте она полюбила группу Rush и посетила четыре их концерта. Кроме этого, среди её любимых групп в детстве были Kiss, Cheap Trick, B-52's, Plasmatics и Captain Beefheart. Её дядя, Дэвид Хиггинботэм, в юности научил её игре на гитаре. Её первое выступление было в маленьком баре в Вудберне под названием Flight 99, где она играла со своим дядей в группе под названием The Neurotics.
Она посещала среднюю школу Вудберна, где играла в школьной баскетбольной команде, а также была чирлидером. После окончания средней школы в 1982 году Кэт Бьелланд на короткое время поступила в Орегонский университет, но после первого курса бросила учёбу и переехала в Портленд в возрасте девятнадцати лет. В это время Кэт Бьелланд работала стриптизершей, чтобы иметь возможность содержать себя. Она познакомилась с панк-музыкой после посещения концерта Wipers в Портленде.

### Ранние музыкальные проекты (1982—1986)
В девятнадцать лет Кэт Бьелланд в ломбарде за 200 долларов купила свою первую гитару Rickenbacker 425. В Вудберне она присоединилась к музыкальному коллективу The Neurotics, а затем к женской группе The Venarays, которую Бьелланд охарактеризовал как «рок с острием 60-х». Коллектив The Neurotics состоял из Кэт Бьелланда (ритм-гитара), её дяди Дэвида Хиггинботэма (соло-гитара), Марти Вайман (вокал), Брайан Макмиллан (ударные) и Лауры Робертсон (бас).

## Дискография
- Babes in Toyland

- Spanking Machine (1990)
- Fontanelle (1992)
- Nemesisters (1995)

- Crunt

- Crunt (1994)

- Katastrophy Wife

- Amusia (2001)
- All Kneel (2004)